# Elezioni parlamentari in Giappone del 1958
Le elezioni parlamentari in Giappone del 1958 si tennero il 22 maggio per il rinnovo della Camera dei rappresentanti. In seguito all'esito elettorale, Nobusuke Kishi, esponente del Partito Liberal Democratico, fu confermato Primo ministro; nel 1960 gli successe Hayato Ikeda, espressione del medesimo partito.

## Risultati
| Liste                         | Voti       | %     | Seggi |
| ----------------------------- | ---------- | ----- | ----- |
| Partito Liberal Democratico   | 22 976 846 | 57,80 | 287   |
| Partito Socialista Giapponese | 13 093 993 | 32,94 | 166   |
| Partito Comunista Giapponese  | 1 012 036  | 2,55  | 1     |
| Altri                         | 287 991    | 0,72  | 1     |
| Indipendenti                  | 2 380 795  | 5,99  | 12    |
| Totale                        | 39 751 661 | 100   | 467   |